# 四川玉凤花
四川玉凤花（学名：Habenaria szechuanica）为兰科玉凤花属下的一个种。

## 扩展阅读
維基物種上的相關：四川玉凤花